# بول لانج
بول لانج هو كاتب للأطفال وكاتب دنماركي، ولد في 16 سبتمبر 1956 في فريدريكسبرغ في الدنمارك.